# Ralph Peterson
Ralph Peterson jr. (Pleasantville (New Jersey), 20 mei 1962 - North Dartmouth in Massachusetts, 1 maart 2021) was een Amerikaanse jazzmuzikant (drums, kornet, trompet) en orkestleider van de modernjazz.

## Biografie
Ralph Petersons oom en ook zijn grootvader waren drummers en hijzelf begon zich al op 3-jarige leeftijd te interesseren voor percussie. Hij groeide op in Atlantic City, waar hij trompet speelde in de middelbare schoolband en in plaatselijke funkbands. Na zijn studies aan het Livingston College en de Rutgers University begon hij zijn professionele carrière als tweede drummer bij Art Blakeys Jazz Messengers. Daarna werkte hij in 1984 met Terence Blanchard en Donald Harrison, in 1985 met Paul Brown, Walter Davis, Tom Harrell en de formatie Out of the Blue, waartoe hij behoorde tot 1988, bovendien met Branford Marsalis in 1986, David Murray (Hope Scope), Craig Harris in 1987, James Spaulding in 1988, Roy Hargrove, Jon Faddis, Dewey Redman en Mark Helias in 1989.
Tijdens de jaren 1990 was hij een gevraagd sessiemuzikant bij muzikanten als Jack Walrath, Craig Handy, Charles Lloyd, Kip Hanrahan, Bheki Mseleku, Courtney Pine, Steve Coleman, George Colligan, Stanley Cowell, Mark Shim en Betty Carter. Vanaf 1988 begon hij ook te werken als leider van eigen formaties, eerst met het kwintet V en Volition, met Terence Blanchard, Steve Wilson, Geri Allen en Phil Bowler. Met Allen en Bowler formeerde hij ook het trio Triangular, in 1989 speelde hij in kwartetbezetting als Fo'tet, met Don Byron, Steve Wilson (later Bobby Franchesini), Melissa Slocum (later Belden Bullock) en Bryan Carrott. Nadat hij een poos had gewoond in Canada, keerde hij terug naar Philadelphia en speelde hij verder met Fo'Tet, maakte hij plaatopnamen met Triangular en met Uri Caine en de bassist James Genus (Blue Wail). Hij leidde ook de band Hip Pocket, waarin hij trompet speelde.
Peterson doceerde aan de University of the Arts in Philadelphia. Hij overleed aan kanker op 58-jarige leeftijd.

## Discografie
- 1988: Triangular (Blue Note Records)
- 1988: V (Blue Note Records)
- 1989: Volition (Blue Note Records)
- 1989: Ralph Peterson Presents the Fo'tet (Blue Note Records)
- 1990: Ornettology (Somethin' Else)
- 1992: Art (Blue Note Records)
- 1994: The Reclamation Project (Evidence Records)
- 1995: Fo'tet Plays Monk (Evidence Records)
- 2000: Back to Stay (Sirocco Jazz)
- 2000: Triangular 2 (Sirocco Jazz)
- 2001: The Art of War (Criss Cross Jazz)
- 2002: Subliminal Seduction (Criss Cross Jazz)
- 2003: Test of Time (Criss Cross Jazz)
- 2004: Fo'tet Augmented (Criss Cross Jazz)
- 2012: The Duality Perspective
- 2019: Ralph Peterson & The Messenger Legacy: Legacy Alive (Onyx Records)
- 2019: Ralph Peterson's Gen-Next Big Band: Listen Up! (Onyx Records)